# Eosinopteryx
Eosinopteryx (лат.) — род тероподных динозавров из клады Paraves, представители которого жили в позднем юрском периоде на территории современного Китая. В род включают единственный вид Eosinopteryx brevipenna.
Eosinopteryx описан по единственному ископаемому образцу, извлечённому из геологической формации Тяоцзишан на западе провинции Ляонин, Китай, которую датируют поздним юрским периодом (оксфордский ярус, около 160 млн лет назад). Родовое название происходит от др.-греч. ἑως — «ранний», лат. Sinae — «Китай» и др.-греч. πτέρυξ — «крыло»; видовое — от лат. brevis — «короткий» и penna — «перо» из-за на остатков редуцированного оперения, найденного в типовом образце YFGP-T5197. 
Хотя изначально динозавр был классифицирован как троодонтид, более поздний анализ показал большую вероятность того, что Eosinopteryx был примитивным представителем клады Paraves или клады Avialae.

## Описание
Eosinopteryx brevipenna известен по единственному ископаемому образцу, состоящему из почти полного скелета подростковой или взрослой особи. Образец очень мал для неавиалового динозавра — размером около 30 сантиметров. В отличие от большинства троодонтид, его морда была очень короткой, короче диаметра глазницы. Крылья были примерно такого же размера, как у связанных с анхиорнисом животных, причем маховые перья крыла быть длиннее плечевой кости. Необычное расположение костей крыла могло предотвращать любые хлопающие движения. Хвост был очень коротким по сравнению с большинством троодонтид и дромеозаврид, а также, в отличие от членов этих групп, ноги и пальцы Eosinopteryx были очень тонкими, без характерных высоко изогнутых когтей. Необычно также то, что хвост единственной известной окаменелости не показывает признаков наличия сложных рулевых перьев, а цевки и стопы, по всей видимости, были лишены перьев, в отличие от многих родственных видов.
Исследователь из Университета Саутгемптона сказал, что открытие Eosinopteryx предполагает, что «происхождение полёта является гораздо более сложным, чем считалось ранее».